# Jamie Redknapp
Jamie Frank Redknapp (sinh ngày 25 tháng 6 năm 1973 tại vùng biển Barton, Hampshire) là một cầu thủ bóng đá chuyên nghiệp người Anh, thi đấu từ năm 1989 đến năm 2005. Anh là anh họ của Frank Lampard.

## Sự nghiệp tại Liverpool
Năm 17 tuổi, Redknapp tới Anfield và ký bản hợp đồng trị giá 350.000 bảng và 9 tháng sau, anh trở thành cầu thủ trẻ nhất của Liverpool xuất hiện trong một giải đấu châu lục khi chơi trận đầu tiên cho Liverpool trong trận gặp Auxerre trong khuôn khổ cúp UEFA.
Sau đó Redknapp liên tục được ra sân trong vị trí một tiền vệ trung tâm trong suốt thời kì cầm quân của huấn luyện viên Graeme Souness. Đặc biệt là sau khi cùng đội bóng giành được cúp Coca Cola (năm 1995) tức Cúp liên đoàn hiện nay, và được gọi vào đội tuyển quốc gia Anh. Vào mùa bóng 1999/2000, anh đội trưởng của câu lạc bộ nhưng chấn thương đầu gối buộc anh phải ngồi ngoài phần lớn mùa giải. Vào năm 2002, anh chuyển đến Tottenham Hotspur.

## Danh hiệu

### Cầu thủ
Liverpool
- Football League Cup: 1994–95
- FA Charity Shield: 2001
- UEFA Super Cup: 2001[2]

U21 Anh
- Toulon Tournament: 1993, 1994